# William W. Crouch

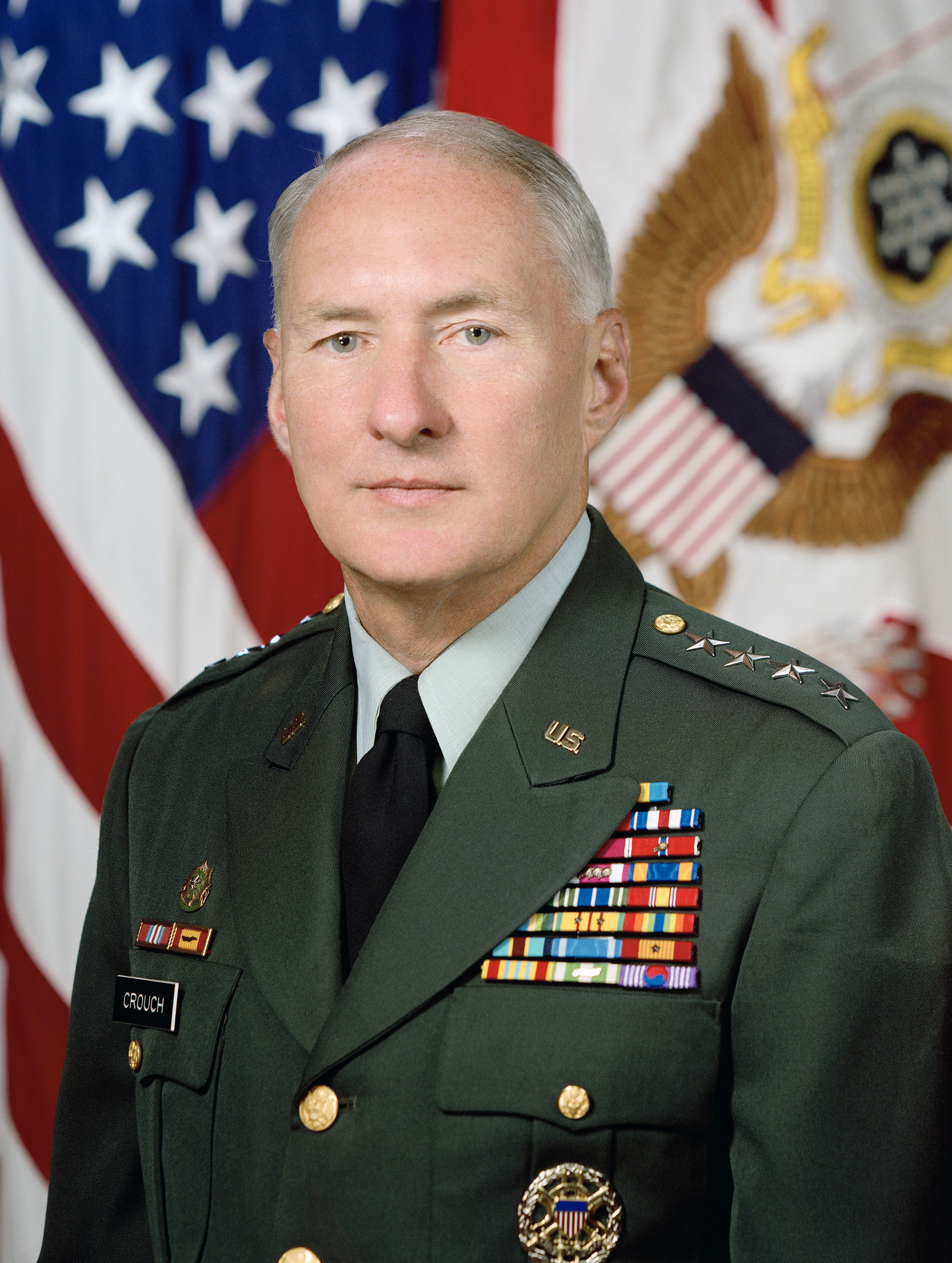
General William W. Crouch (1997)

William Wright Crouch (* 12. Juli 1941 in Los Angeles; † 20. September 2024 in Denver) war ein US-amerikanischer General der US Army, der zwischen 1992 und 1994 Kommandierender General der in Camp Humphreys in Südkorea stationierten Achten US-Armee (Eighth US Army), von 1994 bis 1997 Kommandierender General der Siebten US-Armee (Seventh US Army) in Heidelberg sowie zugleich zwischen 1996 und 1997 Kommandeur der Alliierten Landstreitkräfte der NATO in Mitteleuropa COMLANDCENT (Allied Land Forces Central Europe) war. Zuletzt fungierte er von 1997 bis 1998 als Vize-Chef des Generalstabes des Heeres (Vice Chief of Staff of the Army).

## Leben

### Militärische Ausbildung und Verwendungen als Offizier
William Wright Crouch besuchte die Army and Navy Academy in San Diego und begann danach ein Studium der Verwaltungswissenschaften am Claremont McKenna College, das er mit einem Bachelor beendete. Ein postgraduales Geschichtsstudium an der Texas Christian University (TCU) schloss er mit einem Master ab. 1963 trat er in die US Army ein und war Zugführer in der Red Diamond genannten 5. Infanteriedivision (5th Infantry Division). Während des Vietnamkrieges war er als Hauptmann Kommandeur einer aus vier Kompanien bestehenden F-Truppe der 2. Schwadron des 11. Gepanzerten Kavallerieregiments (11th Armored Cavalry Regiment) und wurde aufgrund eines Einsatzes am 24. September 1967 mit dem Silver Star ausgezeichnet. An diesem Tag führte er mit zwei Zügen seiner Truppe eine Razzia durch einen vermuteten feindlichen Ort, das Dorf Quy My in der Provinz Quảng Trị, durch. Als sie sich dem Dorf näherten, wurde auf seine Einheiten schweres automatisches Waffen- und rückstoßfreies Gewehrfeuer eröffnet. Als er erfuhr, dass die G-Truppe an seiner Flanke stationiert war, und manövrierte er seine Züge zu einem Kommandostandort, von dem aus sie den Feind effektiv beschossen und ihn daran hinderten, sich zurückzuziehen. Bei der Ankunft der G-Truppe führte er seine Einheit durch das Dorf, grub die fest verankerten feindlichen Streitkräfte aus und zerstörte sie. Dabei setzte er sich mehrmals heftigem feindlichem Feuer aus, als er seine Männer gegen den Feind führte.
Nach darauf folgenden zahlreichen weiteren Verwendungen als Offizier absolvierte Crouch das Command and General Staff College (CGSC) in Fort Leavenworth und war zeitweise Kommandeur des 2. Kavallerieregiments (2nd Cavalry Regiment). Er besuchte ferner das US Army War College in Carlisle und wurde am 18. Juli 1990 als Generalmajor Nachfolger von Generalmajor Thomas P. Carney Kommandeur der in Fort Polk stationierten 5. Infanteriedivision (5th Infantry Division) und verblieb auf diesem Posten bis zum 16. Juni 1992, woraufhin Generalmajor Jared L. Bates seine Nachfolge antrat.
Am 19. Dezember 1992 wurde Generalleutnant William W. Crouch Nachfolger von General Robert W. RisCassi als Kommandierender General der in Camp Humphreys in Südkorea stationierten Achten US-Armee (Eighth US Army). Er hatte dieses Kommando bis Oktober 1994 inne und wurde dann von Generalleutnant Richard F. Timmons abgelöst. Als solcher war er in Südkorea zugleich Chef des Stabes der US-Streitkräfte USFK (United States Forces Korea), des Kommandos der Vereinten Nationen UNC (United Nations Command) sowie des Gemeinsamen Südkoreanisch-US-amerikanischen Streitkräftekommandos (ROK-US Combined Forces Command).

### Aufstieg zum General und Vice Chief of Staff of the Army

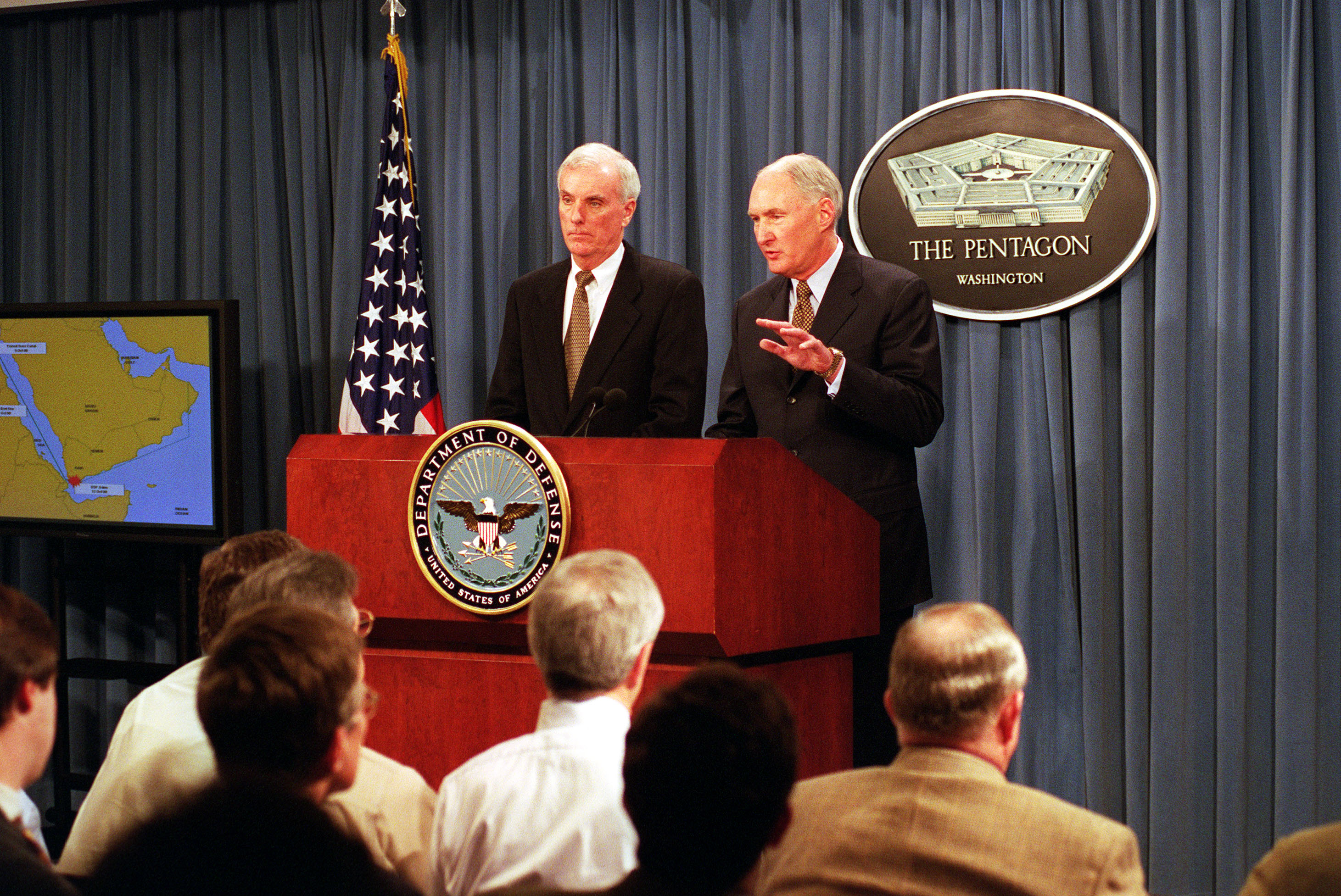
Crouch (rechts) mit Admiral Harold W. Gehman, Jr. bei einer Pressekonferenz zum Bericht der Kommission zur Untersuchung des Anschlags auf den Zerstörer Cole (2000)

Am 19. Dezember 1994 wurde Generalleutnant Crouch Kommandierender General der Siebten US-Armee (Seventh US Army) sowie der US-Landstreitkräfte in Europa (US Army Europe) und damit Nachfolger von Generalleutnant David M. Maddox. Er verblieb auf diesem Posten bis zum 5. August 1997, woraufhin Generalleutnant Eric K. Shinseki ihn ablöste. Während dieser Zeit war er als Nachfolger von Admiral T. Joseph Lopez zwischen dem 7. November und dem 12. Dezember 1996 auch Kommandeur der Implementation Force (IFOR), der unter NATO-Kommando stehenden, multilateralen Friedenstruppe, die am 20. Dezember 1995 in Bosnien und Herzegowina die UNPROFOR ablöste und ihre Tätigkeit im Rahmen der Operation Joint Endeavour aufnahm. Zugleich wurde er als General am 15. Februar 1996 als Nachfolger des niederländischen General Marinus J. Wilmink Kommandeur der Alliierten Landstreitkräfte der NATO in Mitteleuropa COMLANDCENT (Allied Land Forces Central Europe) in Heidelberg und hatte diesen Posten bis zum 5. August 1997 inne, woraufhin abermals General Eric K. Shinseki sein dortiger Nachfolger wurde.
Am 5. August 1997 löste General William W. Crouch General Ronald H. Griffith als Vize-Chef des Generalstabes des Heeres (Vice Chief of Staff of the Army) ab. Er hatte diese Funktion bis zu seinem Eintritt in den Ruhestand 1998 inne und wurde danach am 29. April 1998 erneut von General Eric K. Shinseki abgelöst.
Am 19. Dezember 2000 wurde er zusammen mit Admiral Harold W. Gehman, Jr. von US-Verteidigungsminister William S. Cohen zum Co-Vorsitzenden der Cole-Kommission des US-Verteidigungsministeriums ernannt, die sich mit der Untersuchung des Anschlages auf den Zerstörer Cole befasste. Die al-Qaida hatte 2000 im Hafen von Aden, Jemen, einen Sprengstoffanschlag auf sie verübt, bei dem 17 US-Soldaten und zwei Terroristen ums Leben kamen. Er war auch Vorstandsmitglied der Community Anti-Drug Coalitions of America und war seit Mai 2005 Vorstandsmitglied des Kamera-, Messtechnik- und Robotikunternehmens FLIR Systems. Er war außerdem Senior Mentor des Leadership Development and Education-Programms für nachhaltigen Frieden an der Naval Postgraduate School (NPS), Mitglied des Vorstands des Keck-Instituts für internationale und strategische Studien am Claremont McKenna College und Mitglied des Beirats von Isilon Systems. Aus seiner Ehe mit Vicki Crouch gingen die Töchter Cami Crouch und Cathi Crouch hervor. Crouch starb im September 2024 in Denver.

## Auszeichnungen
Auswahl der Dekorationen, sortiert in Anlehnung an die Order of Precedence of Military Awards:
- Defense Distinguished Service Medal
- Army Distinguished Service Medal (2×)
- Silver Star
- Legion of Merit
- Bronze Star (2×)
- Meritorious Service Medal (4×)
- Air Medal
- Army Achievement Medal
- National Defense Service Medal
- Armed Forces Service Medal
- Vietnam Service Medal (3×)
- Army Service Ribbon
- Army Overseas Service Ribbon
- NATO-Medaille für den Einsatz in Jugoslawien
- Republic of Vietnam Gallantry Cross (2×)
- Armed Forces Honor Medal
- Vietnam Campaign Medal
- Order of National Security Merit